# Pallavolo ai Giochi della XXVIII Olimpiade
Le gare di pallavolo alle olimpiadi estive del 2004 si sono svolte ad Atene.

## Podi
| Evento                        | Oro | Argento | Bronzo |
| Pallavolo maschile (dettagli) | Brasile Giovane Gávio André Heller Maurício de Lima Gilberto de Godoy André Nascimento Sérgio dos Santos Anderson Rodrigues Nalbert Bitencourt Gustavo Endres Rodrigo Santana Ricardo Garcia Dante do Amaral All.: Bernardo de Rezende | Italia Luigi Mastrangelo Valerio Vermiglio Samuele Papi Andrea Sartoretti Alberto Cisolla Vencislav Simeonov Damiano Pippi Andrea Giani Alessandro Fei Paolo Tofoli Paolo Cozzi Matej Černič All.: Gian Paolo Montali | Russia Stanislav Dinejkin Sergej Baranov Pavel Abramov Aleksej Kazakov Sergej Tetjuchin Vadim Chamutckich Aleksandr Kosarev Konstantin Ušakov Taras Chtej Andrej Egorčev Aleksej Verbov Aleksej Kulešov All.: Gennadij Šipulin |

| Evento                         | Oro | Argento | Bronzo |
| Pallavolo femminile (dettagli) | Cina Feng Kun Yang Hao Liu Yanan Li Shan Zhou Suhong Zhao Ruirui Zhang Yuehong Chen Jing Song Nina Wang Lina Zhang Na Zhang Ping All.: Chen Zhonghe | Russia Irina Tebenichina Elena Batuchtina Ljubov' Sokolova Natal'ja Safronova Evgenija Artamonova Elizaveta Tiščenko Ol'ga Čukanova Ekaterina Gamova Marina Šešenina Aleksandra Sorokina Elena Plotnikova Ol'ga Nikolaeva All.: Nikolaj Karpol' | Cuba Yumilka Ruiz Nancy Carrillo Mayvelis Martínez Daimí Ramírez Yaima Ortíz Ana Ivis Fernández Liana Mesa Rosir Calderón Anniara Muñoz Dulce Téllez Marta Sánchez Zoila Barros All.: Luis Calderón |

## Medagliere
| Posizione | Paese   |   |   |   | Totale |
| --------- | ------- | - | - | - | ------ |
| 1         | Brasile | 1 | 0 | 0 | 1      |
| 1         | Cina    | 1 | 0 | 0 | 1      |
| 3         | Russia  | 0 | 1 | 1 | 2      |
| 4         | Italia  | 0 | 1 | 0 | 1      |
| 5         | Cuba    | 0 | 0 | 1 | 1      |
| Totale    | Totale  | 2 | 2 | 2 | 6      |